# یواس‌اس کینگ (دی‌دی-۲۴۲)
یواس‌اس کینگ (دی‌دی-۲۴۲) (به انگلیسی: USS King (DD-242)) یک کشتی بود که طول آن ۹۵٫۸۳ متر (۳۱۴٫۴ فوت) بود. این کشتی در سال ۱۹۲۰ ساخته شد.